# Vyšné Valice
Vyšné Valice (maďarsky Felsővály) jsou obec v okrese Rimavská Sobota na Slovensku. Obec se nachází na přechodu z Rimavské kotliny (součást většího celku Jihoslovenská kotlina) do severní Revúcké vrchoviny ve Slovenském rudohoří.

## Místní části
- Bikseg (maďarsky Bikszog)[2]
- Gregorovce (maďarsky Kisgergelyfalva)[2]

## Historie
Vyšné Valice jsou poprvé písemně zmiňovány v letech 1332-37 jako Val. V roce 1828 zde bylo 59 domů a 502 obyvatel zaměstnaných jako rolníci. Do roku 1918 bylo území obce součástí Uherska. Po první světové válce bylo kromě zemědělství hlavním zdrojem příjmů obyvatel ovocnářství a vinařství. Na základě první vídeňské arbitráže bylo území obce v letech 1938 až 1945 součástí Maďarska. V letech 1971 až 1990 byly Vyšné Valice součástí obce Valice. Při sčítání lidu v roce 2011 žilo ve Vyšných Valicích 331 obyvatel, z toho 260 Maďarů, 28 Slováků, 10 Romů a šest Čechů; 27 obyvatel neuvedlo žádné informace o své etnické příslušnosti.

## Pamětihodnosti
- Reformovaný kostel z 15. století (v gotickém stylu), přebudovaný v renesančním stylu v roce 1620 a přestavěný po požáru v roce 1777[3]
- Renesanční zvonice ze 17. století, přestavěná po roce 1777

## Osobnosti
- Ferenc Vályi Nagy (* 1765 – † 1820), maďarský spisovatel, překladatel, básník a farář reformované církve

## Galerie

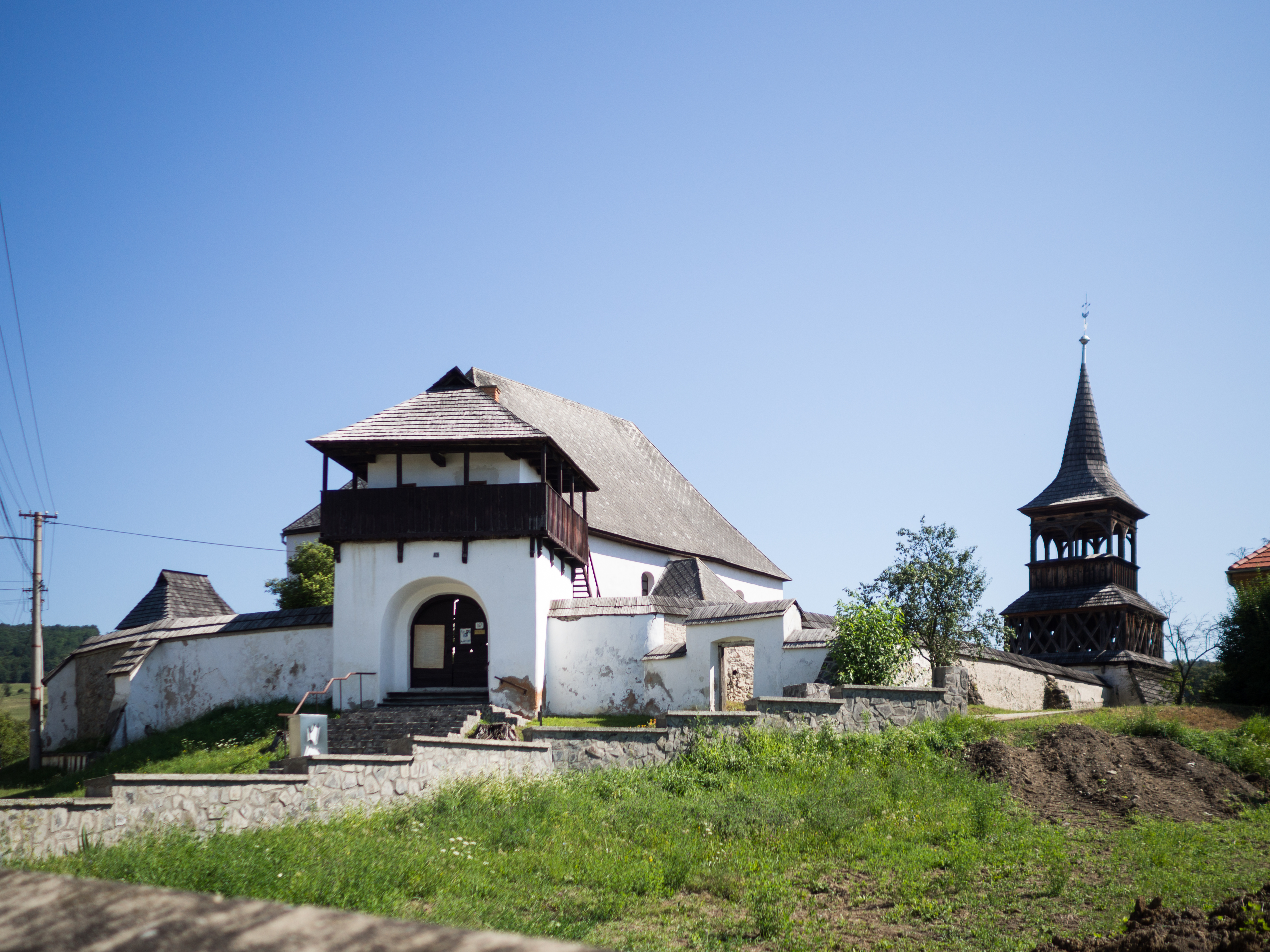
Reformovaný kostel
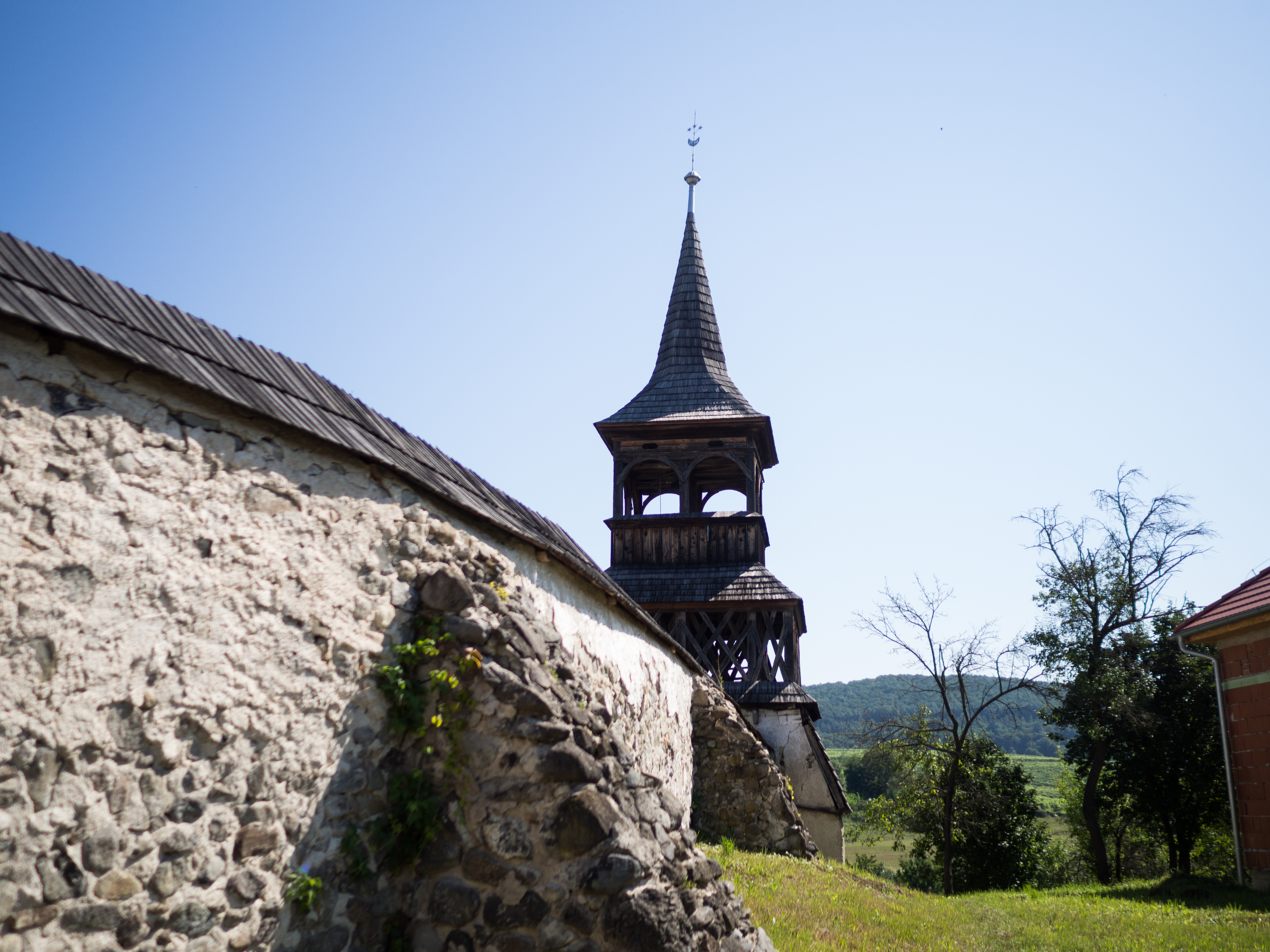
Zvonice